# 丹納布羅格 (內布拉斯加州)
丹納布羅格（英語：Dannebrog）是位於美國內布拉斯加州霍華德縣的村。

## 人口
根據2020年美國人口普查的數據，丹納布羅格的面積為0.94平方千米，皆為陸地。當地共有人口273人，而人口密度為每平方千米290人。